# Kubinyi Ferenc (régész)
Felső-kubini és deménfalvi ifjabb Kubinyi Ferenc (Kóvár, 1836. november 22. – Nagykürtös, 1903. július 14.) földbirtokos, régész, történész.

## Élete
Kubinyi Vilmos (1849-ben megyei alispán) és laszkári Laszkáry Emilia fia. 1846 őszén Budapestre költöztek, ahol az ifjú Ferenc Kristófi János és Gáber János által házi nevelésben részesült. A pesti ágostai evangélikus gimnázium 4. osztályában is tanult, majd a szabadságharc után Repiczky János nyelvtudóstól ismét magánnevelő oktatásában részesült, aki a komolyabb tanulmányok iránti hajlamait is fejlesztette. 1853-tól a budai politechnikumban befejezte a kétéves tanfolyamot, ekkor betegeskedése miatt félbeszakította tanulmányait. Sokat utazott külföldön és a tudományoknak élt. 1855-ben átvette elhunyt atyja kóvári birtokának igazgatását.
Az északi régiségbúvárok koppenhágai királyi társulata tagjának választotta. A kiscsalomjai ágostai evangélikus egyház világi felügyelőségét több évig viselte. 1867-ben részt vett a Történelmi Társulat megalakításában és egy ideig annak választmányi tagja is volt. 1869-ben nagyobb utat tett Németországban, a Rajna vidékén, Emsben, Mainzban, Nürnbergben, ahonnan régiségeket hozott. Ezen gyűjtését itthon is folytatta és különösen Hont vármegye területén sikerült kőkori régiségeket összeszednie, amelyek az 1886. évi budapesti kiállítás alkalmával, külön szekrényben voltak kiállítva. Az 1873-as pénzválság csődbe juttatta és birtokaitól meg kellett válnia. Ekkor Budapest közelében Albertfalvára költözött, ahol tejgazdaságot hozott létre. Birtokainak elárverezése alkalmával, Krisztina nővérének (Festetics Leo grófné) sikerült az ősi birtokot és lakházat megszereznie és így az 1880-as évek elején visszaköltözött Kóvárra.
Publikált az Archaeologiai Közleményekben, a Győri történelmi és régészeti Füzetekben, a Magyar Tudományos Értekezőben, a Századokban, a Turulban, az Új Magyar Múzeumban és másutt.

## Művei
- 1854 Török-magyar oklevél Musztafa csausz Dienes János és Heredi Ferenczhez. Divatcsarnok 65.
- 1858 Horváthy András 1589-iki korjegyzetei. Új Magyar Múzeum.
- 1859-1860 oklevelek kivonatban. Új Magyar Múzeum.
- 1861 Margitsziget műemlékei. Archaeologiai Közlemények.
- 1862 Kik a valódi fertálymágnások? Pest.
- 1862 II. Eszterházy Sándor urbariuma. Magyar Tudományos Értekező.
- 1862 Oklevelek kivonatban. Magyar Tudományos Értekező.
- 1864 Zólyommegye műemlékei. Archaeologiai Közlemények.
- 1864 A sági convent legrégibb hiteles kiadványa. Győri történelmi és régészeti Füzetek III.
- 1864 Adalék a budai regestákhoz. Győri történeti és régészeti Füzetek III.
- 1864 Buják várának ostromoltatása a XIV. század első negyedében. Győri történelmi és régészeti Füzetek III.
- 1867 Codex diplomaticus Arpadianus. Árpádházi oklevelek 1095-1301. Monumenta Hungariae Historica I. Pest. (ism. Budapesti Közlöny 201)
- 1869 Momus. Zsebkönyv ártatlan emberek számára. Pest.
- 1869 Adalékok monostoraink történetéhez I. A jurlei convent mint hiteles hely. Századok.
- 1869 Adalékok monostoraink történetéhez II. A tenői sz. Péterről cz. monostor. Századok.
- 1869 Adalékok monostoraink történetéhez III. A tolmácsi keresztesek conventje. Századok.
- 1876 János király budai országgyűlése az 1530. év végén. Századok.
- 1876 Jelentés a Kubinyi-család várgedei és nyustyai levéltárairól. Századok.
- 1882 Szózat a magyar parlamenthez. Budapest.
- 1884 Egy marék vers. Budapest.
- 1885 A mohorai Vidffyek czímeres levele és nemzedékrendje. Turul.
- 1885 Palásthi Borsok. Turul.
- 1886 Paczali Peres András czímeres levele 1431-ből. Turul.
- 1887 Disznósy Miklós czímere 1456. Turul.
- 1887 Liptó vármegye e század elején. Hazánk.
- 1887 Záh Ferencz veje Palásthy Kopa. Századok.
- 1888 Oklevelek hontvármegyei magán-levéltárakból I. Magyar történelmi emlékek II. (ism. Századok 1889, 63)
- 1889 Miként eszközöljük az oklevelek kiadását. Turul.
- 1892 A régi magyarok személynevei. I. kötet. 1. füzet. Budapest. (ism. Egyetértés 96)
- 1894 Gedichte des gnädigen Herrn zu Kóvár. Balassagyarmat.
- 1896 A magyar nyelv veszélyben. Balassagyarmat.
- levele Pesty Frigyeshez, Budapest, 1888. nov. 21. (MNM)